# Fenocópia
Fenocópia ocorre quando um fenótipo, produzido pelo ambiente, simula o efeito de uma conhecida mutação. Acredita-se que agentes ambientais influenciem as mesmas reações química que a mutação, e produzem o mesmo efeito da mutação. Ao contrário da mutação, fenocópias não são hereditárias.